# セレナイト培地
セレナイト培地（セレナイトばいち、英: selenite broth）とはサルモネラ属菌の分離に用いられる選択培地。セレナイト培地は高圧蒸気滅菌をしてはならず、調整時には100℃30分の蒸気滅菌を行う。セレナイト培地に出現する赤色沈殿物は微量であるべきである（多量の沈澱が認められるセレナイト培地は廃棄する）。製作者の催奇性による危険を軽減するために亜セレン酸水素ナトリウムは培地毎に加えなければならない。セレナイト培地のpHは約7.1である。
| ペプトン                          | 5g/l   |
| 乳糖                              | 4g/l   |
| リン酸水素二ナトリウム            | 9.5g/l |
| リン酸二水素ナトリウム            | 10g/l  |
| 亜セレン酸水素ナトリウム(NaHSeO3) | 4mg/l  |